# Edelweiss (chanson)
Edelweiss est une chanson écrite par Richard Rodgers et Oscar Hammerstein II pour leur comédie musicale La Mélodie du bonheur, créée à Broadway en 1959.
Dans la comédie musicale, cette chanson est interprétée par le personnage du capitaine Georg von Trapp. Selon le site Songfacts, il l'utilise pour exprimer son amour pour l'Autriche qui « est en train de mourir lentement à cause des nazis et du Troisième Reich ». (Pour la chanson, la fleur edelweiss devient une déclaration de loyauté à l’Autriche, reprise par tout le public... excepté les autorités militaires nazies.)
La chanson a été créée sur scène par Theodore Bikel, l'interprète du rôle du capitaine Georg von Trapp dans la production originale de Broadway de 1959.
Dans l'adaptation cinématographique de 1965, la chanson est interprétée deux fois : d'abord elle est chantée pour le capitaine et plus tard est reprise par Maria, le capitaine et les enfants.
L'acteur Christopher Plummer, qui joue le capitaine Georg von Trapp dans le film, est doublé au chant par un chanteur professionnel nommé Bill Lee.

## Anecdotes
Beaucoup de gens croient que Edelweiss est une chanson populaire autrichienne, ou même l'hymne national. Mais elle a été écrite pour la comédie musicale, et est à peine connue en Autriche
Une version chantée par Jeanette Olsson est le générique de la série Amazon Le Maître du Haut Château (2015).
La chanson est jouée pour clore le premier épisode de la première saison de la série Our Flag Means Death.